# Kapala cuprea
Kapala cuprea är en stekelart som beskrevs av Cameron 1913. Kapala cuprea ingår i släktet Kapala och familjen Eucharitidae.
Artens utbredningsområde är Guyana. Inga underarter finns listade i Catalogue of Life.